# Episodi di Paso adelante (terza stagione)
| nº originale | Titolo originale          | Titolo italiano streaming | n° TV | Titolo italiano             | Prima TV Spagna  | Prima TV Italia  |
| ------------ | ------------------------- | ------------------------- | ----- | --------------------------- | ---------------- | ---------------- |
| 1            | Quiero ser mamá           | Vorrei essere mamma       | 1     | Gli esami non finiscono mai | 17 gennaio 2003  | 19 novembre 2004 |
| 1            | Quiero ser mamá           | Vorrei essere mamma       | 2     | Vorrei essere mamma         | 17 gennaio 2003  | 22 novembre 2004 |
| 2            | Sin salida                | Senza via d'uscita        | 3     | Senza via d'uscita          | 24 gennaio 2003  | 23 novembre 2004 |
| 2            | Sin salida                | Senza via d'uscita        | 4     | Nuova disciplina            | 24 gennaio 2003  | 24 novembre 2004 |
| 3            | Romeo y Julieta           | Romeo e Giulietta         | 5     | Romeo e Giulietta           | 28 gennaio 2003  | 25 novembre 2004 |
| 3            | Romeo y Julieta           | Romeo e Giulietta         | 6     | Ritorni di fiamma           | 28 gennaio 2003  | 26 novembre 2004 |
| 4            | Obsesiòn                  | Ossessione                | 7     | Padre in prestito           | 4 febbraio 2003  | 29 novembre 2004 |
| 4            | Obsesiòn                  | Ossessione                | 8     | Momenti difficili           | 4 febbraio 2003  | 30 novembre 2004 |
| 5            | Huída hacia delante       | Fuga in avanti veloce     | 9     | Marta contro Adela          | 11 febbraio 2003 | 1º dicembre 2004 |
| 5            | Huída hacia delante       | Fuga in avanti veloce     | 10    | Il furto di Lola            | 11 febbraio 2003 | 2 dicembre 2004  |
| 6            | Quiero conocerte          | Voglio conoscerti         | 11    | Rissa d'amore               | 18 febbraio 2003 | 3 dicembre 2004  |
| 6            | Quiero conocerte          | Voglio conoscerti         | 12    | Appuntamento al buio        | 18 febbraio 2003 | 6 dicembre 2004  |
| 7            | Voy a ser abuela          | Diventerò nonna           | 13    | L'apparenza inganna         | 25 febbraio 2003 | 7 dicembre 2004  |
| 7            | Voy a ser abuela          | Diventerò nonna           | 14    | La visita medica            | 25 febbraio 2003 | 8 dicembre 2004  |
| 8            | Al galope                 | Al galoppo                | 15    | Al galoppo                  | 11 marzo 2003    | 9 dicembre 2004  |
| 8            | Al galope                 | Al galoppo                | 16    | La paura della verità       | 11 marzo 2003    | 10 dicembre 2004 |
| 9            | Confía en mi              | Fidati di me              | 17    | Affamata d'amore            | 11 marzo 2003    | 13 dicembre 2004 |
| 9            | Confía en mi              | Fidati di me              | 18    | La rivalsa                  | 11 marzo 2003    | 14 dicembre 2004 |
| 10           | Encima de mi mesa, mañana | Sul mio tavolo, domani    | 19    | Comportamento scorretto     | 18 marzo 2003    | 15 dicembre 2004 |
| 10           | Encima de mi mesa, mañana | Sul mio tavolo, domani    | 20    | Un fatale incidente         | 18 marzo 2003    | 16 dicembre 2004 |
| 11           | La gran ilusión           | La grande illusione       | 21    | Un attore di successo       | 25 marzo 2003    | 17 dicembre 2004 |
| 11           | La gran ilusión           | La grande illusione       | 22    | Rivoluzione scolastica      | 25 marzo 2003    | 20 dicembre 2004 |
| 12           | Presunto culpable         | Presunto colpevole        | 23    | Presunto colpevole          | 1º aprile 2003   | 21 dicembre 2004 |
| 12           | Presunto culpable         | Presunto colpevole        | 24    | La verità trionfa           | 1º aprile 2003   | 22 dicembre 2004 |
| 13           | Love Parade               | Parata d'amore            | 25    | Una difficile confessione   | 9 aprile 2003    | 23 dicembre 2004 |
| 13           | Love Parade               | Parata d'amore            | 26    | La scuola è in crisi        | 9 aprile 2003    | 24 dicembre 2004 |

## Gli esami non finiscono mai
- Titolo originale:
- Diretto da:
- Scritto da:

### Trama
Dopo le vacanze natalizie riprendono le lezioni, gli allievi vengono sottoposti a degli esami extra in presenza di Alicia Jàuregui che attribuisce la loro scarsa preparazione all'incompetenza degli insegnanti. I professori, offesi dai giudizi della co-direttrice, si arrabbiano con lei. Adela ritorna a insegnare anche se la sua lesione è ancora grave, ma Alicia ha intenzione di mandarla via perché non la ritiene adatta per insegnare in quelle condizioni di salute. Lola è arrabbiata con Jero perché ha scoperto che aveva già un'altra ragazza che lui però aveva intenzione di lasciare, ma alla fine lo perdona e ritornano insieme. Diana chiede scusa a Ingrid per come si è comportata con lei in passato. Cristobal è molto preoccupato per le condizioni di Adela e vuole che si prenda un periodo di riposo più lungo, ma lei dice di stare bene. Intanto Ingrid continua a evitare Juan e non ha intenzione di perdonarlo. Lola scopre che suo padre ha problemi economici. Diana desidera diventare madre e chiede a Juan di darle un figlio, ma lui non vuole. Pedro pensa ancora a Lola, ma nonostante questo, si sente attratto da Adela e la bacia.

## Vorrei essere mamma
- Titolo originale:
- Diretto da:
- Scritto da:

### Trama
Alicia, essendo convinta che il livello della scuola si sia abbassato, propone un questionario agli allievi sulla didattica. La vice direttrice con questo test è convinta di poter allontanare Adela dalla scuola, ma non ci riuscirà. Infatti scoprirà che non solo la professoressa di danza classica è una delle più amate dagli alunni, ma lei risulta tra l'altro la migliore. Non è lo stesso invece per Juan: la sua materia viene giudicata noiosa e inutile e quindi Alicia è costretta a licenziarlo, ma quando poi dai test risulta che la meno idonea è Cristina, quest'ultima va via e Juan prendere il suo posto come insegnante di canto. Lola sorprende il padre a vendere i gioielli di famiglia per ovviare ai suoi problemi economici, ma lei fa in tempo a fermarlo. In un secondo momento il padre le confessa di aver perso il lavoro da 3 mesi e di avere difficoltà economiche. Intanto l'attrazione di Pedro si fa sempre più forte nei confronti di Adela e approfitta di ogni momento in cui stanno da soli per baciarla e portarla a letto, ma lei, nonostante sia attratta dal suo allievo, non vuole avere una storia con lui. Juan nota che Diana è ancora giù di morale per il fatto di non poter diventare madre, così si offre per aiutarla ad avere un bambino. Il padre di Lola, sopraffatto dai debiti, tenta il suicidio percorrendo in tutta velocità un'autostrada a senso inverso. Quando poi scopre che nell'auto c'è anche suo figlio Jorge, decide di fermarsi. A scuola, sotto la volontà di Alicia, arriva una nuova professoressa molto giovane, JoJo, che insegnerà ai ragazzi una nuova materia chiamata "attività speciali", si tratta di un corso per controfigure, arti marziali e sport estremi. Adela, per evitare distrazioni con Pedro, propone a Cristobal di andare a vivere insieme.

## Senza via d'uscita
- Titolo originale:
- Diretto da:
- Scritto da:

### Trama
Lola viene a sapere che il padre stava per fare un incidente e, preoccupata, decide di saltare le lezioni per stargli accanto, ma lui dice alla figlia che non ha motivo per preoccuparsi e la convince a tornare a scuola. Quando poi dopo pochi giorni riceve una sua lettera con un'assicurazione sulla vita, lei capisce che il padre voleva tentare il suicidio ma non ci era riuscito. Pedro scopre che Adela vuole andare a vivere insieme a Cristobal e le esprime il suo disaccordo dicendole che il professore di recitazione non fa per lei. Jero regala un anello a Lola per ufficializzare la loro relazione. Carmen nota che Adela, ancora con la gamba infortunata, ha difficoltà a fare lezione così nomina Pedro come suo assistente. Cristobal incarica Rober e Silvia di recitare in uno spettacolo per bambini dove incontra suo figlio Sergio. Durante lo spettacolo Rober nota che un uomo sta portando via il piccolo e, credendolo un malintenzionato, lo aggredisce. Poco dopo scoprirà che si tratta del futuro patrigno di Sergio. Intanto Marta ci riprova con Pedro e confessa a sua sorella Adela di essere ancora innamorata di lui, ma lei le consiglia di lasciarlo stare per concentrarsi sugli studi. Alicia presenta agli allievi la nuova insegnante di attività speciali che sorprende tutti sparando a Juan con una pistola.

## Nuova disciplina
- Titolo originale:
- Diretto da:
- Scritto da:

### Trama
La situazione di Lola è sempre più complicata dato che ormai suo padre non sa come portare avanti la famiglia, così Carmen si offre di darle il suo appoggio. Rober viene a sapere che la sua ex fidanzata Bea si sposa e si trasferirà con Sergio a New York, ma lui non vuole separarsi dal figlio e cerca di convincere la sua ex ma con scarsi risultati. Pedro comunica a Carmen che non vuole fare più l'assistente di Adela e lei ha il sospetto che lui abbia rifiutato perché attratto dalla professoressa. Così Adela confessa a Carmen di aver avuto una relazione con Pedro, ma si rende conto di aver fatto uno sbaglio. Cristobal comunica ad Adela di aver trovato una casa dove andare a vivere insieme, ma lei non sembra convinta. Lola nota che la situazione economica della famiglia peggiora e decide di trovare un lavoro. Viene scelta Silvia come assistente di Adela, ma durante la lezione litiga con Pedro e lei lo caccia dall'aula.

## Romeo e Giulietta
- Titolo originale:
- Diretto da:
- Scritto da:

### Trama
Cristobal organizza una cenetta romantica per festeggiare la nuova casa e la convivenza con Adela. Pensando di fare un gesto romantico, nasconde il suo anello di fidanzamento nella torta che offre ad Adela, la quale lo ingoia e finisce all'ospedale. Per il musical di fine anno che verterà su Romeo e Giulietta vengono scelti come protagonisti Pedro e Marta. Jero trova un lavoro a Lola come ballerina di flamenco in un locale etnico, ma un cliente la palpeggia e lei va via. Adela confessa a Cristobal che ha una relazione con un altro perché non è più innamorata e lui si arrabbia con lei. Alicia sta per organizzare una festa e vuole che il gruppo UPA Dance vi si esibisca. I ragazzi però, avendo in antipatia la co-direttrice, rifiutano l'offerta, ma non appena lei dice di pagarli, accettano al volo. Appena Pedro viene a sapere che Adela ha lasciato Cristobal, corre da lei a mensa e, senza pensarci, la bacia davanti a tutta la scuola lasciando allievi e professori di stucco.

## Ritorno di fiamma
- Titolo originale:
- Diretto da:
- Scritto da:

### Trama
Marta viene a sapere che Adela ha una relazione con Pedro e litiga con lei, definendola un'egoista. Lola, dopo essere stata licenziata come ballerina di flamenco, si fa assumere come lavapiatti e conosce Pavel, un ragazzo cubano appassionato di ballo. Gli UPA Dance si esibiscono alla festa di Alicia, ma durante l'esibizione Rober viene preso in giro da alcuni invitati e scoppia una rissa. Adela chiarisce a Pedro che non vuole avere una relazione con lui e gli chiede di lasciarla stare. Lola, che ha un urgente bisogno di soldi, va da Alicia e chiede di essere pagata per l'esibizione alla festa ma lei non ne ha intenzione siccome la rissa ha causato parecchi danni ed inoltre le hanno rubato un oggetto di valore. A questo punto non le resta che rassegnarsi e decide di vendere i gioielli di famiglia. Durante il debutto del musical, Marta, ancora arrabbiata per la storia tra Adela e Pedro, rovina lo spettacolo e abbandona il palco. Diana, dopo vari segnali, decide di fare il test di gravidanza e scopre di essere incinta.

## Padre in prestito
- Titolo originale:
- Diretto da:
- Scritto da:

### Trama
Ingrid scopre casualmente che Diana è incinta, ed è contenta poiché a breve la professoressa che le sta più antipatica dovrà prendersi una pausa dal lavoro. Pavel invita Lola a partecipare a una gara di ballo in cui c'è in palio un premio di mille euro che farebbero molto comodo a entrambi, siccome stanno attraversando un periodo di crisi economica. Adela chiede scusa a Cristobal per averlo tradito, ma lui è ancora arrabbiato e non ha intenzione di perdonarla. Ingrid ritorna con Juan e gli dice che Diana è in dolce attesa, ma lui non la prende bene perché sperava che non lo venisse a sapere. Solo dopo si rende conto di aver sbagliato ad accettare di aiutare Diana a rimanere incinta. Pedro vuole far capire ad Adela che è innamorato e che ha intenzioni serie, ma lei è ancora confusa. Ritorna l'ex fidanzato di Silvia, Alvaro, che vuole ricominciare una relazione con lei, ma Rober è geloso. Lola e Pavel partecipano alla gara e vincono, però scoprono che per ottenere il premio dovranno affrontare un'altra gara di ballo a Barcellona. Jero, vedendo Lola che trascorre molto tempo con Pavel, comincia a essere geloso e le fa capire che se lei parte tra loro due è finita.

## Momenti difficili
- Titolo originale:
- Diretto da:
- Scritto da:

### Trama
Juan confessa a Ingrid che il figlio che aspetta Diana è suo, ma lei rimane talmente scioccata dalla notizia che ha difficoltà ad affrontare le lezioni. Pedro prepara una cena a lume di candela per Adela e insiste per avere un'altra opportunità, ma lei nel tentativo di liberarsi si ferisce una guancia. Lola va a trovare Pavel, ma scopre che la polizia lo ha sfrattato da casa così lui decide di rifugiarsi nella scuola. Il giorno dopo Jero litiga con Lola perché scopre che Pavel ha dormito in camera sua. Marta, ancora arrabbiata con la sorella, smette di frequentare le lezioni e Adela le dice che se non tornerà a frequentarle al più presto sarà espulsa dalla scuola. Intanto Lola scopre che il padre ha molti più debiti di quanto immaginasse.

## Marta contro Adela
- Titolo originale:
- Diretto da:
- Scritto da:

### Trama
Durante la lezione di nuoto di attività speciali, JoJo scopre che Ingrid non sa nuotare e le consiglia di frequentare un corso di nuoto per imparare. Lola viene a sapere che suo padre è talmente sommerso dai debiti che gli hanno pignorato la casa e a breve verranno sfrattati. Pedro, per aiutare il padre di Lola, rompe le tubature della scuola per poi chiamare lui a ripararle. Ma Lola capisce che è stato lui e ci rimane male. Marta, ancora arrabbiata con Adela, decide di saltare le sue lezioni ma Alicia se ne accorge e vuole farla espellere. Ingrid decide di riappacificarsi con Juan e lui le promette di darle lezioni di nuoto.

## Il furto di Lola
- Titolo originale:
- Diretto da:
- Scritto da:

### Trama
Mentre Ingrid aspetta Juan in piscina, cade accidentalmente in vasca rischiando di annegare. Quando lui le dice che era in compagnia di Diana, lei comincia a diventare fredda nei suoi confronti. Il capo di lavoro di Lola chiede a lei e Pavel di andare a versare in banca l'incasso della giornata, ma lei decide di scappare via coi soldi per poter pagare i suoi debiti. Arrivata a scuola, Lola cerca un posto dove poter nascondere il denaro e, pentita, confessa a Silvia di aver compiuto un furto, così lei le consiglia di restituirli per non cacciarsi nei guai. Cristobal è ancora depresso per esser stato lasciato da Adela. Marta ritorna alle lezioni di danza per non essere espulsa e alla fine torna a far pace con la sorella. Ingrid dice a JoJo che non vuole imparare a nuotare perché ha avuto un trauma infantile, ma la professoressa le dà tempo un mese per riuscirci. Lola torna in tempo per consegnare i soldi ed evitare il licenziamento. Carmen comincia ad avere una corrispondenza con un uomo conosciuto su un forum di teatro. Pavel ospita la famiglia di Lola nella sua già affollata dimora, ma il padre non si trova tanto bene e litiga coi coinquilini. Intanto continuano i dissapori tra Pedro e Cristobal che durante una lezione finiscono per prendersi a pugni.

## Rissa d'amore
- Titolo originale:
- Diretto da:
- Scritto da:

### Trama
Silvia decide di cedere ai corteggiamenti di Alvaro e si fidanza con lui. Carmen confessa ad Adela di aver conosciuto una persona di cui non conosce l'identità su un forum di teatro che la invita ad incontrarlo, ma lei non è sicura di farsi avanti. Alvaro confessa a Silvia che andrà a vivere a Parigi e vuole portarla con sé, lei inizialmente non vuole ma dopo averci ripensato accetta. Tra Jero e Lola ci sono sempre più incomprensioni e problemi. Il padre di Lola si fa assumere come inserviente nello stesso ristorante in cui lavora la figlia. Adela sorprende Cristobal e Pedro che si prendono a pugni in teatro. Carmen decide di andare all'appuntamento al buio con l'uomo conosciuto in chat e scopre che è Gaspar, ma quando i due si incontrano fanno finta di niente e vanno via. Rober viene a sapere che Silvia si trasferirà a Parigi con Alvaro, così la ferma, dice di amarla ancora e che vuole un'altra possibilità ma lei non vuole saperne più niente di lui. Il padre di Lola, stanco di vivere in una casa condivisa, fa le valigie e se ne va all'insaputa della figlia.

## Appuntamento al buio
- Titolo originale:
- Diretto da:
- Scritto da:

### Trama
Carmen e Gaspar continuano a far finta di niente sull'accaduto. Silvia decide di partire assieme ad Alvaro, ma prima di imbarcarsi prende la sua auto per tornare a casa per prendere le sue cose. Durante il tragitto però buca una ruota e viene aiutata dalla polizia, ma nel momento in cui prendono la ruota di scorta trovano della droga e Silvia viene arrestata. Il padre di Lola comunica alla figlia che va a vivere lontano dalla città per guadagnare un po' di soldi con cui mantenere la famiglia. Alicia e Carmen corrono in aiuto di Silvia per dimostrarla innocente, ma le cose si complicano in quanto si scopre che la macchina è stata rubata e Alvaro sparisce. Intanto la madre di Juan viene a fargli visita per qualche giorno, ma non sa che non sta più con Diana. Intanto a scuola circola la voce sull'arresto di Silvia che manda in bestia Rober.

## L'apparenza inganna
- Titolo originale:
- Diretto da:
- Scritto da:

### Trama
La madre di Juan va a trovare Diana e, convinta che lei sia ancora fidanzata col figlio, vuole intromettersi nelle loro faccende. Ingrid si arrabbia con Juan perché non le ha ancora presentato la madre. Nel frattempo, durante la scelta dei costumi per il musical, Lola e Marta litigano per contendersi un vestito che alla fine prende Lola. Durante i provini del musical, Marta per ripicca spinge Lola dalle scale e le provoca un infortunio, motivo per il quale non potrà ballare per lo spettacolo. La madre di Juan dice al figlio di stare poco bene e lui, preoccupato per lei, cerca di starle accanto. Intanto Silvia torna in libertà ma si trova in una situazione complicata con la giustizia e rischia nove anni di galera. Alla fine Juan cerca di raccontare tutta la verità a sua madre, ma lei viene colta da un malore e una volta in ospedale Juan viene a sapere che la madre ha un tumore. Quando Lola scopre che Marta ha avuto la parte della protagonista al musical, l'accusa e l'affronta davanti ai professori. Carmen le dice però che se non ha prove o testimoni non la può accusare. Pedro confessa a Lola di aver visto Marta che la spingeva e viene convinto da Lola a testimoniare. Alvaro torna da Silvia e le confessa che spacciava droga per guadagnare soldi, così le propone di scappare via con lui negli Stati Uniti, ma lei non vuole. Continua l'inchiesta per l'incidente di Lola, che chiede una riunione a Carmen insieme a Pedro, il quale però nel momento in cui si ritrova davanti anche Adela si tira indietro. Viste le difficoltà, Silvia decide di lasciare la scuola e scappare con Alvaro. Alla fine Marta confessa alla sorella di aver spinto Lola dalle scale e Adela entra in agitazione perché questo le può causare l'espulsione.

## La visita medica
- Titolo originale:
- Diretto da:
- Scritto da:

### Trama
Juan accompagna sua madre a prendere l'autobus per tornare al suo paese. Nel momento in cui sale, lui decide di dirle come stanno le cose con Diana, ma parlandole attraverso un vetro insonorizzato la madre non sente niente. Alvaro, prima di scappare con Silvia, viene finalmente arrestato. Cristobal porta i suoi allievi a fare lezione in un nightclub dove si esibiscono un gruppo di ballerini che imitano i Village People, ma lo spettacolo non piace molto ai ragazzi, in particolare a Ingrid, così Cristobal le dice di andare a intervistarli. Una volta in camerino, Ingrid scopre che uno dei ballerini è suo padre. Il giorno dopo a scuola insegnanti e allievi vengono sottoposti a delle visite mediche, ma Marta scappa via prima del controllo ed insospettisce Antonio ed Adela. Durante la lezione di scherma Rober si prende gioco di Jero, così lui lo sfida per metterlo a tacere. Nel duello Rober viene ferito, ma decide di vendicarsi. Cristobal si lamenta coi suoi allievi del fatto che abbiano mancato di rispetto ai ballerini che imitavano i Village People così li invita alla sua lezione e divide i ragazzi in più gruppi per preparare una scena con ciascun ballerino. Quando Ingrid scopre di esser capitata nel gruppo con suo padre, Eugenio, si arrabbia perché non vuole più vederlo siccome non le è mai stato accanto sin dalla nascita. Pavel va da Lola per darle la sua parte di mancia per il ristorante in cui lavora e ne approfitta per baciarla, ma vengono sorpresi da Rober. Adela viene a sapere che Marta non ha fatto la visita medica e mentre l'aspetta in camera sua, fruga tra le sue cose e scopre dal suo diario segreto che prende dei medicinali sospetti.

## Al galoppo
- Titolo originale:
- Diretto da:
- Scritto da:

### Trama
Durante la prima lezione di equitazione con JoJo, Rober e Jero perdono il controllo dei cavalli e si perdono nel bosco. Adela affronta Marta e vuole sapere che farmaci assume, ma lei arrabbiata le risponde di non intromettersi. Intanto Ingrid, Lola e Silvia provano una scenetta con Eugenio. Ingrid si ritrae sempre di più, ma arrivata in mensa confessa ad alta voce e con parole sprezzanti che Eugenio è in realtà suo padre. Juan riceve il responso del test medico e scopre di avere dei problemi. Nel frattempo Rober, Jero e JoJo sono ancora dispersi nel bosco e si danno da fare per passare la notte al riparo. Rober, ancora arrabbiato con Jero per la ferita provocatagli alla lezione di scherma, si lascia scappare che Lola lo ha tradito con Pavel, ma lui stenta a crederci e lo prende a botte. Di conseguenza decidono di allontanarsi l'un dall'altro, lasciando sola JoJo. Pedro sorprende Marta a vomitare in bagno e capisce che soffre di bulimia, così decide di riferirlo ad Adela. La squadra di soccorso riesce a trovare JoJo e una volta arrivata a scuola scopre che Rober e Jero sono arrivati prima di lei, così decide di punirli per averla lasciata sola nel bosco. Intanto Jero è arrabbiato con Lola per il suo tradimento.

## Paura della verità
- Titolo originale:
- Diretto da:
- Scritto da:

### Trama
Lola confessa a Jero che tra lei e Pavel c'è stato solo un bacio e che inoltre non ha significato niente, ma lui continua a nutrire poca fiducia nei suoi confronti. Eugenio, prima di lasciare la scuola ed il paese, si chiarisce finalmente con Ingrid. Adela scopre che Marta è bulimica e cerca di aiutarla. Carmen e Diana invitano a scuola Aida Gomez, un'importante ballerina che tiene delle audizioni per un corso di danza alla Scala di Milano. Alla fine dei provini Aida sceglie Pedro, ma quando Carmen gli consegna i moduli da compilare scopre che ci sono da pagare le spese di viaggio, così per non perdere l'occasione si mette subito alla ricerca di un lavoro. Lola e Pavel vengono a sapere che il ristorante dove lavoravano ha chiuso i battenti e disperati cercano un altro lavoro. A scuola, Juan scambia Pavel per un famoso musicista, Habram Fuertes, chiamato dalla scuola per tenere delle lezioni di musica, ma il ragazzo, sul punto di dire al professore che ha equivocato, appena riceve i soldi da Juan ne approfitta e finge di essere un musicista. Gaspar comunica ai professori che per il momento la scuola ha pochi fondi e che dovranno arrangiarsi col materiale che hanno. Allora JoJo decide di sospendere le sue lezioni perché ritiene che si spenda troppo poco per i materiali che le servono e che tra l'altro sono difettosi, ma Gaspar le comunica che non è possibile spendere di più perché la sua materia è ritenuta meno importante. Marta viene beccata a rubare in un supermercato. Il padrone del negozio l'accompagna a scuola e parla ad Adela. Gaspar, rimasto solo a casa, scopre una telecamera nascosta che lo sorveglia; si tratta di uno scherzo di Diana e JoJo.

## Affamata d'amore
- Titolo originale:
- Diretto da:
- Scritto da:

### Trama
Durante un provino, Pedro conosce Susanna. La donna lo invita a uscire e finiscono a letto. Al risveglio però Pedro trova una busta con dei soldi e pensa di essere stato usato e frainteso. Mentre Jero cerca di smascherare Pavel, il vero Habram arriva a scuola e viene mandato via con un astuto piano di Lola. Dopo aver scoperto di avere una telecamera in casa, Gaspar diventa paranoico e se la prende con Juan e Cristobal. Poi capisce che la colpevole è JoJo e le fa uno scherzo. Marta si rende conto di essere malata e cerca aiuto nella sorella.

## La rivalsa
- Titolo originale:
- Diretto da:
- Scritto da:

### Trama
Abram Fuertes parla con Juan e Pavel che viene smascherato. A Pedro mancano dei soldi per pagarsi il viaggio studio, così sotto consiglio di Susanna accetta di fare l'accompagnatore di una sua amica, ma alla fine ci ripensa e decide di regalare il viaggio studio a Rober. Intanto Marta sta sempre più male ed ha un collasso. Cristobal offre un lavoro a Pedro come attore protagonista in una miniserie, ma al provino si presenta Rober spacciandosi per lui. Alla lezione di JoJo, Sonia bacia Silvia e quest'ultima reagisce male. Pavel viene assunto nella scuola come cameriere grazie a Lola e quando Jero viene a saperlo si arrabbia perché non vuole che lei stia in contatto con lui. Durante la lezione di Adela, Marta non riesce a ballare e abbandona l'aula. Silvia litiga con Sonia per l'accaduto e la infastidisce che i suoi compagni di corso pensino che sia lesbica. Agli scrutini si scopre che Marta ha parecchie insufficienze in quasi tutte le materie e rischia la bocciatura.

## Comportamento scorretto
- Titolo originale:
- Diretto da:
- Scritto da:

### Trama
A scuola è tempo di esami e di responsi. Silvia dice a JoJo che non vuole fare gruppo con Sonia e abbandona la classe. La professoressa vuole convincerla a rientrare, ma Silvia si rifiuta e si becca un'insufficienza. Pedro scopre che Rober ha preso il suo posto da attore protagonista in una miniserie e si arrabbia, ma alla fine fa anche lui il provino e ottiene un posto come personaggio secondario. Intanto Alicia è sempre più strana quando vede Pavel; infatti si viene a sapere che i due già si conoscevano e che hanno avuto un relazione. Carmen informa Adela che Marta rischia seriamente la bocciatura e le consiglia di farle ripetere l'esame poiché pensa che lei sia stata troppo generosa coi voti, ma Adela rifiuta e Alicia si offre per esaminarla nuovamente. Silvia, intanto, si sente molto confusa perché il bacio di Sonia non l'ha infastidita più di tanto. Sonia per scusarsi invita Silvia in un locale per gay e le dice di essere innamorata di lei, ma Silvia chiede di essere lasciata in pace. Juan confessa a JoJo che tutta la scuola, compreso lui, pensa che lei sia lesbica ma lei smentisce e per provarglielo gli dà un bacio passionale.

## Un fatale incidente
- Titolo originale:
- Diretto da:
- Scritto da:

### Trama
Adela è molto nervosa perché Alicia vuole esaminare Marta che rischia l'espulsione, così le chiede di essere più comprensiva nei confronti della sorella siccome la ragazza è temporaneamente instabile sia fisicamente che psicologicamente. Ma Alicia non sembra intenta a fare eccezioni. Tuttavia Carmen crede che la scuola non sia il luogo adatto per una bulimica poiché gli esami e le lezioni tengono gli allievi sotto pressione e comunica ad Adela che forse Marta dovrebbe prendersi una pausa. Ma Adela non è d'accordo ed è convinta che Marta possa recuperare le sue energie e superare i suoi problemi con la danza. Durante la lezione di Diana un ragazzo si infortuna un ginocchio e non potrà più ballare. Diana si sente colpevole, ma il problema è che la scuola non è assicurata e quando il padre del ragazzo denuncia la scuola, la stessa dovrà pagare una multa. Antonio chiede a Pavel di comprare un biglietto della lotteria in comune con lui e Lola, ma alla sera dell'estrazione durante la quale scoprono di essere i vincitori, si rendono conto che lui, possessore del biglietto, è sparito. Intanto Rober comincia a montarsi la testa per il successo ottenuto nella miniserie televisiva, ma durante una lezione di recitazione, Cristobal gli fa capire che non è ancora maturato nel suo lavoro. Rober si arrabbia e abbandona l'aula andando via con una ragazza conosciuta sul set e con cui passerà la notte. Nel frattempo JoJo nota che il suo ex marito è sulle sue tracce e chiede il favore a Juan di dirgli che non lavora più nella scuola, ma lui sembra non arrendersi.

## Un attore di successo
- Titolo originale:
- Diretto da:
- Scritto da:

### Trama
Rober viene a sapere che la ragazza conosciuta sul set con cui ha passato la notte è minorenne e riceve una denuncia dai genitori della ragazza. Alicia comunica ai professori che l'unico modo per ottenere il finanziamento per pagare le spese ospedaliere del ragazzo infortunato è farseli dare dal consiglio a patto che l'errore non si ripeta più e che quindi venga cacciato dalla scuola il responsabile che non ha tenuto in conto l'assicurazione. Si fa avanti Gaspar, ma Carmen non è d'accordo. Il consiglio però decide che ad andarsene sarà proprio la direttrice e di conseguenza Carmen intuisce che Alicia ha approfittato della situazione per prendere il posto che tanto ambiva. Lola prova a contattare Pavel senza successo e comincia a pensare che sia fuggito con la vincita, quando finalmente lo incontra però scopre che il ragazzo è ignaro di aver vinto alla lotteria. E quando gli chiede del biglietto, Pavel si rende conto di averlo perso e con esso la speranza di saldare i loro debiti. I professori sono molto arrabbiati per il licenziamento di Carmen, così Alicia decide di tenerli in pugno proclamando Adela vicedirettrice.

## Rivoluzione scolastica
- Titolo originale:
- Diretto da:
- Scritto da:

### Trama
Lola confessa al padre che non può riscuotere il premio perché Pavel ha perso il biglietto della vincita. Rober scopre di esser stato espulso dalla miniserie perché denunciato per stupro e Cristobal gli consiglia di trovarsi al più presto un avvocato per non finire nei guai. Durante una riunione i professori esprimono il loro disappunto per i nuovi cambiamenti e quasi tutti minacciano di lasciare la scuola alla fine dei corsi. Lola va a trovare Pavel durante il suo turno di lavoro in cucina e, amareggiato per la perdita del biglietto vincente della lotteria, si lascia andare e bacia Lola. Lei però lo respinge e trova il biglietto dietro la porta della dispensa. Intanto a scuola si diffonde la falsa notizia su Rober e viene allontanato dai suoi compagni di classe. Intanto Carmen è dispiaciuta per esser stata licenziata e anche se non vuole darlo a vedere, si sfoga con Gaspar. Durante una conferenza stampa sul set della serie TV, Rober supera la sicurezza e affronta la ragazza con cui è stato, anche se lei però fa credere che il ragazzo l'abbia realmente stuprata. Diana viene contattata da un produttore per un colloquio di lavoro a Siviglia e per ottenere il lavoro chiede a Lola di preparare una coreografia. Juan però vuole mandare in aria i piani di Diana perché non vuole che lei si trasferisca e assegna dei compiti a Lola in modo che non possa organizzare la coreografia. Alla fine sarà Ingrid ad aiutare la professoressa di danza moderna, ma litigherà con Juan. Di conseguenza la ragazza capisce che Juan prova ancora qualcosa per Diana perché non vuole separarsi da lei.

## Presunto colpevole
- Titolo originale:
- Diretto da:
- Scritto da:

### Trama
Pavel annuncia le sue dimissioni e Lola ci resta male. Rober viene a sapere che la falsa notizia che lo accusa di essere uno stupratore finisce sui giornali e Cristobal gli comunica che per un'accusa del genere rischia l'espulsione dalla scuola. Adela si dimette dall'incarico di vicedirettrice. Pavel saluta Lola prima di partire ed entrambi si lasciano andare trascorrendo una notte insieme, ma lei si pente di aver tradito Jero.

## La verità trionfa
- Titolo originale:
- Diretto da:
- Scritto da:

### Trama
Rober vuole lasciare la scuola, ma Pedro decide di aiutare l'amico tendendo una trappola alla ragazza che l'ha denunciato e riesce a farle dire tutta la verità mentre viene ripresa da una telecamera nascosta. Diana si sente male, ha le contrazioni, e Juan l'accompagna all'ospedale. Per prendersi cura di lei, la invita a stare a casa sua a insaputa degli altri. Intanto cominciano gli esami di fine corso e Alicia sostituirà Diana sia nelle lezioni che agli esami. Pavel decide di non partire più e si iscrive all'audizione per il nuovo anno, facendo sentire a disagio Lola. Inoltre Jero viene a sapere che dovrà condividere il suo armadietto proprio con Pavel. Alicia scopre che le iscrizioni per il nuovo anno sono diminuite rispetto all'anno scorso, come anche i fondi della scuola, così propone di assumere allievi con più flessibilità anche se i professori non sono d'accordo. Silvia riceve una lettera da Alvaro, che è in carcere, nella quale le dice che vuole rivederla, ma su consiglio di Lola e Ingrid decide di ignorarlo. Adela viene a sapere che Marta è stata bocciata all'esame di recitazione e se la prende con Cristobal.

## Una difficile confessione
- Titolo originale:
- Diretto da:
- Scritto da:

### Trama
Juan confessa a Ingrid che ha ospitato Diana a casa sua e lei, arrabbiata e delusa dalla loro relazione, si lascia andare con Rober ma gli fa promettere di non farne parola con nessuno. Silvia va a trovare Alvaro in carcere e lei, ancora innamorata di lui, si rende disponibile per ogni cosa. Lola confessa a Jero il suo tradimento e i due decidono di lasciarsi. Carmen viene a sapere che il consiglio ha deciso di chiudere la scuola e affronta Alicia, dandole la colpa. Adela viene a sapere che Marta non ha sostenuto l'esame di recitazione e per questo rischia l'espulsione, così chiede a Cristobal di promuoverla ma lui non se la sente di compiere un'illegalità. Jero scopre che nell'armadietto di Pavel c'è una sua foto che lo ritrae con Alicia. Luisa, incuriosita, gli sottrae la foto e decide di inviarla alla nuova direttrice. Quest'ultima, una volta ricevuta la foto, convoca Pavel in presidenza e minaccia di cacciarlo dalla scuola se lui dovesse divulgare cose che riguardano il loro passato. Pedro è disperato perché non riesce a trovare lavoro e, per ovviare ai loro problemi, Rober ruba un camion dall'azienda di suo padre per girare in città con la band, Upa Dance, e farsi conoscere. Purtroppo però Luisa che era alla guida perde il controllo e rischia di investire gli spettatori.

## La scuola è in crisi
- Titolo originale:
- Diretto da:
- Scritto da:

### Trama
Il padre di Rober viene a sapere dell'incidente scampato e dopo aver fatto una ramanzina al figlio riesce a toglierlo dai guai. Pavel affronta Jero, convinto che sia stato lui a inviare la sua foto alla direttrice, ma sul nascere di una rissa accidentalmente viene colpita Lola. Carmen viene a conoscenza che vogliono vendere la scuola, ma lei non vuole arrendersi, così decide di vedere i suoi oggetti di valore e addirittura ipotecare la sua casa, ma i soldi non bastano. Tutto sembra perduto finché Alicia decide di aiutarla e salvare la scuola. Adela vede Marta che affronta Cristobal perché il professore non vuole darle una seconda opportunità per ripetere l'esame, così i due finiscono per litigare. Adela cerca di intromettersi senza successo salvo poi scoprire che in realtà era una messa in scena. Dopo una festa al teatro, i risultati sono ormai pronti e tutti i ragazzi scoprono di aver superato l'anno.